# Anachis sanfelipensis
Anachis sanfelipensis är en snäckart som beskrevs av Lowe 1935. Anachis sanfelipensis ingår i släktet Anachis och familjen Columbellidae. Inga underarter finns listade i Catalogue of Life.